# Хімкинський ліс
Хімкинский ліс — мішаний ліс у Підмосков'ї, розташований між містом Хімки, селом Старбеево, річкою Клязьма та Міжнародним шосе. Ліс є частиною лісозахисного поясу Москви. Територія Хімкінського лісу зараз становить близько 10 квадратних кілометрів. Ліс знаходиться на північний захід від Москви.
У зв'язку з будівництвом швидкісній автомагістралі Москва — Санкт-Петербург планується вирубка частини лісу під трасу та об'єкти інфраструктури .
На думку екологічних та громадських організацій, вирубка лісу може призвести до погіршення умов проживання у місті Хімки, а також погіршить екологічний стан і в самій Москві.

## Географія
Хімкинский ліс — це ділянка змішаного лісу, що займає площу близько приблизно тисячу гектар в Московській області між річкою Клязьма, селом Старбеево, Долгопрудним та Хімками.

## Флора та фауна
Флора Химкинського лісу, що відноситься до мішаного ліса, обширна і багата. У лісі ростуть ялини, сосни, модрини, липи, ліщина. У лісі також знаходиться вікова діброва, що тягнеться від "джерела св. Георгія "і майже до районів житлової забудови. З квіток найбільше медунки, конвалій, первоцвіту, купавніци. Ліс багатий гриб ами, ягідними культурами, такими як журавлина, брусниця, чорниця, малина. Крім того, в лісі ростуть деякі ендемічні рослини, занесені в червону книгу Росії,
Нечисленна фауна лісу представлена безліччю видів тварин і птахів. У лісі можна зустріти білок, їжаків, диких кабанів, лосів, хижих звірів. У лісі живуть різні види птахів (качки чаплі та великі хижі птахи).

## Роль лісу в екосистемі
Ліс робить позитивний вплив на життєдіяльність мешканців прилеглих до нього районів Московської області та Москви. За рахунок свого достить великого розміру Хімкинский ліс, будучи частиною лісозахисній пояса столиці, рятує цю територію від забруднення. Ліс поглинає вихлопні гази автомобілів Ленінградського шосе та МКАД та викиди промислових підприємств Долгопрудному, Хімок і САТ Москви. Крім того, ліс стримує шум і викиди аеропорту Шереметьєво і розташованої поруч з ним промислової зони. Хімкинский ліс убезпечує житлові масиви від запахів і диму великий звалища, розташованої в районі лівобережних Химок.

## Будівництво платної дороги Москва— Петербург через Хімкинский ліс
У 2004 році Мінтранс ухвалив рішення про будівництво платній автомагістралі Москва — Санкт-Петербург. Завдання магістралі — з'єднати міста по найкоротшому шляху. Траса повинна пройти через Москву вздовж Жовтневої залізниці, потім, перетинаючи МКАД, повернути на північний схід в обхід Хімок, пройти впритул з Шереметьєво і, розрізавши Хімкинский ліс практично навпіл, повернутися до Жовтневої залізниці.
У планах будівельників була вирубка в Хімкинськом лісі просіки шириною 3 кілометри для проходження дороги та будівництва придорожньої інфраструктури. Згодом плани були скориговані у бік зменшення площі вирубки. За інформацією РІА «Новости», ширина просіки під будівництво дороги складе 80-100 метрів . А загальна площа вирубки, за даними ФДМ «Дороги Росії», — 95 га .
4 лютого 2010 голова правління держкомпанії «Автодор» Сергій Костін повідомив на прес-конференції, що всі варіанти будівництва першої ділянки (15-58 кілометри) платної автодороги Москва-Петербург припускають проходження через територію Химкинського лісу .
За даними газети «Ведомости», до ради директорів компанії-забудовника входить близький друг і колишній тренер з дзюдо голови уряду Володимира Путіна Аркадій Ротенберг, цим видання пояснює її серйозний адміністративний ресурс.

### Захист Химкинського лісу
Серед активних захисників лісу виділяється головний редактор міської газети «Химкинская правда» Михайло Бекетов. Він одним з перших став висвітлювати в ЗМІ ситуацію, що склалася навколо Химкинського лісу. Михайло Бекетов відомий критичними статтями про діяльність влади м. Хімки. Після побиття у 2008 році, він став інвалідом.
Зараз «Рухом на захист Химкинського лісу» керує Євгенія Чирикова. Останнім часом Рух активно бере участь також в опозиційній діяльності .
22 серпня в Москві на Пушкінській площі пройшов мітинг-концерт на захист Химкинського лісу.